# Església parroquial de Santa Maria de Besora
L'Església parroquial de Santa Maria de Besora és una església barroca de Santa Maria de Besora (Osona) inclosa a l'Inventari del Patrimoni Arquitectònic de Catalunya.

## Descripció
Edifici de planta rectangular format per una nau central a la que s'obren capelles laterals a través d'arcades. Correspon a l'estructura barroca tipificada al principat al segle xviii. L'exterior és de gran austeritat i l'interior decorat arquitectònicament amb motius barrocs, presidits per l'imponent retaule del presbiteri. Es cobreix amb volta a l'interior i teula àrab a l'exterior. La nau central s'orienta de Nord a sud. A l'esquerra de la façana principal s'aixeca un campanar al que s'hi accedeix a través d'una interessant escala interior coberta.

## Història
L'edifici es construí al 1759, quan es traslladà la parròquia del castell de Besora al Pla de Teià. A l'interior es conservava un interessant retaule barroc, destruït al 1936, del qual en l'actualitat existeix una còpia fidel.
Davant l'església hi ha el cementiri en una bonica esplanada d'herba.